# Mogens Friis
Mogens Friis, född den 7 september 1623, död den 9 juli 1675, var en dansk adelsman.
Friis blev 1657 räntmästare, 1661 medlem av skattkammarkollegiet, 1673 geheimeråd och 1674 stiftsbefalingsmand i Aarhus. Friis köpte efter 1660 så stora jordegendomar, att han blev en av Danmarks rikaste adelsmän och var därför också bland de första grevar, som Kristian V utnämnde (1671).
Av några av hans gods upprättades 1672 grevskapet Frijsenborg och baroniet Frijsenvold. Hans släkt utdog på svärdssidan 1763 med hans sonson Kristian Friis; men då dennes dotterdotter, som ärvde Frijsenborg 1799, avstod det till sin son Fredrik Karl Krag-Juel-Vind, kallade denne sig tillika Frijs.